# ナフタレン-1,8-ジイル-1,3,2,4-ジチアホスフェタン-2,4-ジスルフィド
ナフタレン-1,8-ジイル-1,3,2,4-ジチアホスフェタン-2,4-ジスルフィド (naphthalen-1,8-diyl 1,3,2,4-dithiadiphosphetane 2,4-disulfide, NpP2S4) は、1-ブロモナフタレンと五硫化二リンとの反応で合成されるローソン試薬の関連化合物である。イギリスの Woollins らが最初に合成を報告し、引き続き特徴的な有機リン化合物、複素環式化合物として研究の対象としている。NpP2S4 が生成する機構は不明であるが、数段階のフリーラジカル過程によって生成すると考えられ、ナフタレンが合成の際の副生成物として検出されている。一般に NpP2S4 はローソン試薬に比べて反応性が低いことが知られており、この事実はジチオホスフィンイリドがローソン試薬の活性体であるとする仮定と符合する。
NpP2S4 は、メタノール、エチレングリコール、カテコールなどのヒドロキシ基を持つ化合物と反応し、酸素原子がリン原子に結合した生成物を与えることが知られている。例えばメタノールと反応すると、2つのリン原子にO-メチルとS-メチルがそれぞれ1つずつ結合した化合物を形成する。
| メタノールとNpP2S4との最初の生成物の構造 | エチレングリコールとNpP2S4との生成物の構造       | ジ-tert-ブチルカテコールとNpP2S4との生成物の構造 |
| メタノールとNpP2S4との生成物の構造       | エチレングリコールとNpP2S4との最初の生成物の構造 | ジ-tert-ブチルカテコールとNpP2S4との生成物の構造 |